# Бодиско, Константин Константинович
Константин Константинович Бодиско (1831—1902) — генерал от кавалерии, член Военного совета Российской империи.

## Биография
Происходил из потомственных дворян Санкт-Петербургской губернии рода Бодиско.
Образование получил в Первом кадетском корпусе, по окончании курса которого, 7 августа 1851 года, с производством в прапорщики был прикомандирован к Образцовому кавалерийскому полку для ознакомления с кавалерийской службой. 1 июля 1852 года определён на службу в лейб-гвардии Конно-гренадерский полк. 11 апреля 1854 года произведён в поручики, 14 марта 1859 года — в штабс-ротмистры, а 3 апреля следующего года — в капитаны, с назначением заведывающим оружейной частью полка. В лейб-гвардии Конно-гренадерском полку Бодиско прослужил более восемнадцати лет и в последние пять лет командовал эскадроном. Во время Восточной войны Бодиско состоял в отрядах, назначенных для обороны побережья Балтийского моря от возможной высадки англо-французского десанта.
27 марта 1866 года произведён в полковники, с 22 апреля 1866 года состоял в должности начальника Петергофского военного госпиталя. 6 января 1870 года назначен командиром 12-го драгунского Стародубовского полка. Приняв полк, Бодиско занялся улучшением его внутреннего порядка, хозяйственной части и строевой подготовки, в чём очень быстро заслужил похвалу генерал-адъютанта Дрентельна. Тоже обстоятельство было отмечено неоднократно и генерал-инспектором кавалерии великим князем Николаем Николаевичем Старшим.
7 мая 1877 года Стародубовский полк во главе своего командира выступил в поход против турок на Балканы, но в это время полковник Бодиско должен был расстаться со стародубовцами, по случаю Высочайшего повеления о производстве его в генерал-майоры, с назначением командиром 2-й бригады 13-й кавалерийской дивизии.
В этой новой должности он перешёл Дунай у Зимницы, а затем командовал авангардом в деле у деревни Новосело и при преследовании турок к деревне Казлубег.
В январе 1878 года Бодиско перешёл Балканы и, будучи назначен главным начальником Бургаса, заведывал принятием и отправлением маршевых команд, прибывающих на укомплектование частей армии. В августе месяце он заболел и, получив отпуск, отправился в Россию.
28 июня 1879 года Бодиско был назначен состоящим в распоряжении командующего войсками Харковского военного округа. Занимая в течение четырёх лет эту должность, он исполнял поручения, исходившие не только от командующего войсками округа, но также и генерал-инспектора кавалерии и помимо того военный министр, генерал-адъютант Ванновский, лично знавший Бодиско как бывший его корпусной командир, неоднократно поручал ему производство ревизий некоторых технических артиллерийских и интендантских заведений.
10 июля 1883 года Бодиско был назначен командующим 10-й кавалерийской дивизией, а 4 марта следующего года — 7-й кавалерийской дивизией, которой и командовал в продолжении десяти с половиной лет. 30 августа 1886 года произведён в генерал-лейтенанты, с утверждением в должности начальника дивизии.
Летом 1894 года была учреждена должность помощника командующаго войсками Варшавского военного округа, на которую 1 сентября, по указанию и ходатайству генерал-адъютанта Гурко, и был назначен Бодиско. В отношении всей кавалерии Варшавского военного округа он был поставлен в должность помощника командующего войсками, а в отношении кавалерийских дивизий и частей, не входивших в состав армейских корпусов (13-я и 15-я кавалерийские и 1-я Донская казачья дивизии), был наименован начальником, с правами и обязанностями корпусного командира.
С восстановлением временно упразднённой инспекции кавалерии, должность помощника командующего войсками упразднена и генерал-лейтенант Бодиско 27 февраля 1896 года был назначен командиром 5-го армейского корпуса. Состоя в этой должности, неодиократно был назначаем командовать армиями на больших маневрах округа, и особенно удачно провел маневры 1898 года в окрестностях города Кельцы в 1899 году, оперируя против укрепленной Сохачевской позиции. 6 декабря 1898 года произведён в генералы от кавалерии.
23 января 1901 года, вследствие правил о предельном возрасте, Бодиско был отозван от строя и назначен членом Военного совета, в каковой должности и пробыл до конца своей жизни.
Скончался 28 декабря 1902 года от разрыва сердца.

## Награды
Среди прочих наград Бодиско имел ордена:
- Орден Святого Станислава 2-й степени (1865 год, императорская корона к этому ордену пожалована в 1867 году)
- Орден Святой Анны 2-й степени (1869 год)
- Орден Святого Владимира 4-й степени (1872 год)
- Орден Святого Владимира 3-й степени (1874 год)
- Орден Святого Станислава 1-й степени с мечами (1878 год)
- Орден Святой Анны 1-й степени (1880 год)
- Орден Святого Владимира 2-й степени (1882 год)
- Орден Белого орла (1890 год)
- Орден Святого Александра Невского (6 декабря 1895 года, бриллиановые знаки в 1902 году)